# Evippa rajasthanea
Evippa rajasthanea Tikader & Malhotra, 1980 è un ragno appartenente alla famiglia Lycosidae.

## Etimologia
Il nome deriva dallo stato indiano di rinvenimento degli esemplari: il Rajasthan.

## Caratteristiche
Il prosoma è più lungo che largo, strozzato nella parte frontale. Somiglia ad E. praelongipes Simon, 1885, ma ne differisce per tre peculiarità: 
1. epigino di struttura differente.
2. Le zampe sono di colore marrone pallido a parte piccoli punti sparsi dorsalmente, mentre in E. praelongipes le zampe dorsalmente sono provviste di bande trasversali irregolari bruno-verdastre[1].
3. Lo sterno è marrone chiaro, mentre in E. praelongipes è di colore pallido[1].

Le femmine hanno il bodylenght (prosoma + opistosoma) di 13,00 millimetri (5,8 + 7,5).

## Distribuzione
La specie è stata reperita nell'India settentrionale: sono stati rinvenuti esemplari nel villaggio di Mandore, nei pressi di Jodhpur, appartenente allo stato del Rajasthan.

## Tassonomia
La descrizione originaria definisce questi esemplari come Evippa rajasthaneus; per concordare con Evippa che è di genere femminile il nome è stato cambiato con l'attuale Evippa rajasthanea. 
Al 2017 non sono note sottospecie e dal 1980 non sono stati esaminati nuovi esemplari.